# Zunda Towers
De Zunda Towers zijn twee hoge torens in Riga, Letland. Oorspronkelijk stonden ze bekend onder de naam Z-Towers, maar op 28 maart 2022 werd bekendgemaakt dat de naam van het complex veranderd was in Zunda Towers. De reden was dat de aanhangers van de Russische invasie in Oekraïne in dat jaar de letter Z gebruiken als herkenningsteken. De bouwers willen daarmee niet geassocieerd worden. De torens waren op dat moment nog steeds niet helemaal afgebouwd.
De bouw startte in 2006; het gebouw zou volgens planning in 2015 af zijn, maar na veel vertraging werden pas eind 2021 de eerste appartementen geveild. Het hoogste gebouw van de Zunda Towers krijgt een hoogte van 135,2 meter en krijgt 34 verdiepingen en het laagste gebouw krijgt een hoogte van 121,9 meter en krijgt 33 verdiepingen. De twee gebouwen worden met elkaar verbonden.
In de Zunda Towers komen woningen, winkelcentra en het Sheraton Hotel Riga. Onder de gebouwen komt een parkeergarage voor 800 auto's.
De Zunda Towers krijgen een oppervlakte van 100.000 m².